# Тронгса-дзонг
Тронгса-дзонг или Тонгса-дзонг (дзонг-кэ ཀྲོང་གསར) — крепость (дзонг) в центральной части Бутана, вокруг которой образовался город Тонгса (Тронгса), с давних времён являлся столицей исторической провинции провинции Тронгса. Название означает «новое поселение» на языке дзонг-кэ. Это самый большой дзонг Бутана, внутри которого располагается администрация дзонгхага Тонгса и монастырь. Дзонг иногда описывают как дракона, пролетевшего над вершинами гор. Первый храм был построен в 1543 ламой школы Друкпа Кагью Нгаги Вангчук, прадедом основателя Бутана Шабдрунга.

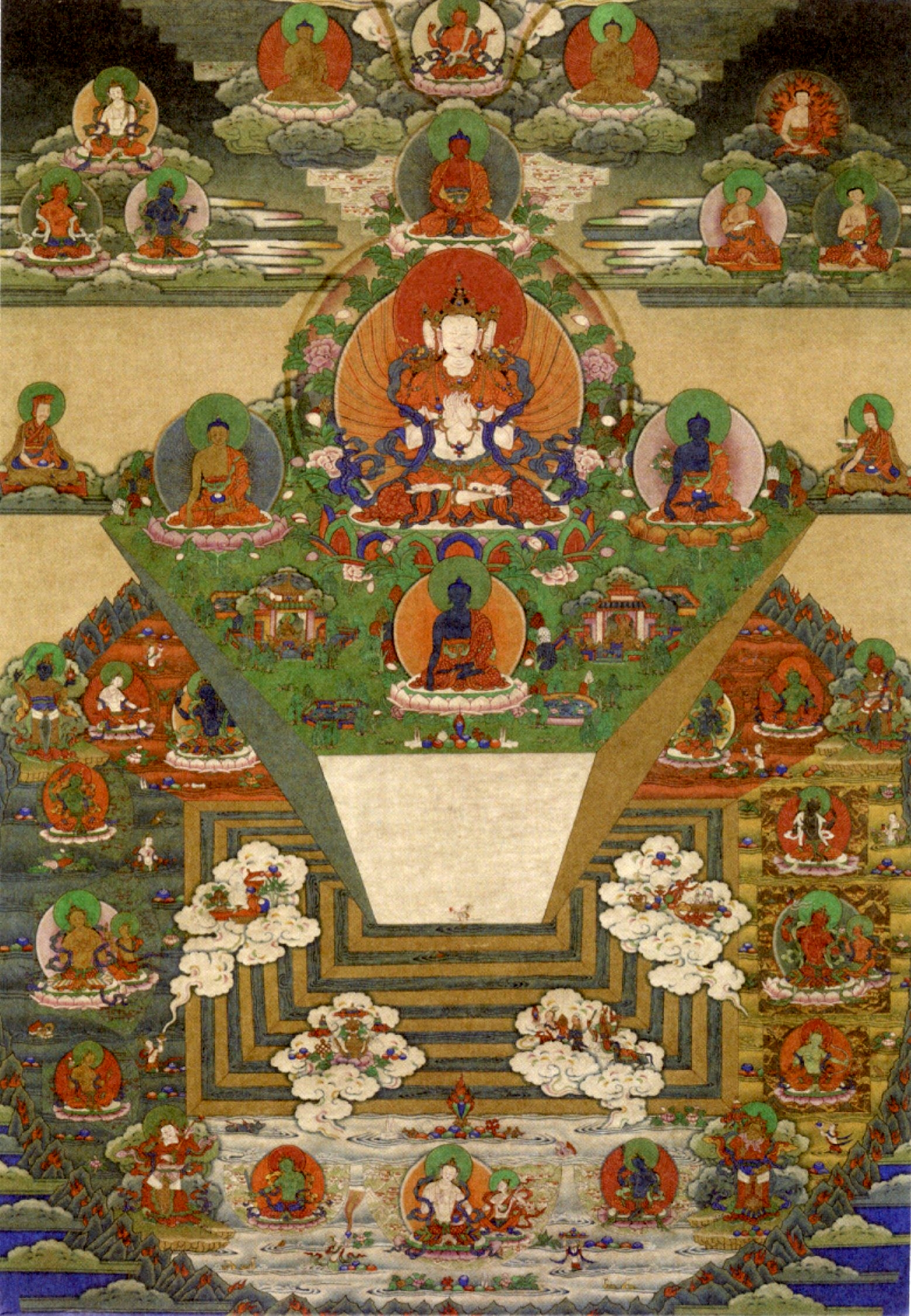
Танка c изображением горы Меру и вселенной согласно буддийской космологии. Тонгса-дзонг, Бутан

Дзонг Тонгса был построен в 1644 как укрепление, ставшее опорой династии Вангчук, пришедшей к власти в 1907. Этот дзонг был столицей династии, но так как основная культурно-политическая жизнь происходила на западе Бутана, столица была перенесена в Пунакху, а потом в Тхимпху. Дзонг расположен так, что держит под контролем основной проход по ущелью, соединяющий восточный и западный Бутан. Закрытие дзонга означает разделение страны на две части. Сверху над дзонгом располагается сторожевая башня Та Дзонг, с которой можно обстреливать стрелами нападающих на дзонг.
Землетрясение в 1897 году повредило дзонг, который несколько раз восстанавливали в течение 100 лет вплоть до 1999 года. Для укрепления трещины в крепостной стене были приглашены европейские инженеры. 
В 2012 году Тронгса-дзонг был включен в предварительный список Бутана для включения в Список объектов всемирного наследия ЮНЕСКО.